# 尿沈渣
尿沈渣（にょうちんさ、（英）urine sediment、urinary sediment）とは、尿を遠心し、尿中の細胞、円柱、結晶などの有形成分を顕微鏡で観察する臨床検査である。

## 尿沈渣
尿沈渣は、患者への侵襲なく腎・尿路の詳細な情報が得られ、「針のいらない腎生検」とも言われるが、人間の鏡検による、手間と熟練を要する検査である。また、採取後時間が経過すると円柱が崩壊し細菌が増殖する等の変化がみられるので採取後速やかに（1、2時間以内）検査する必要があるため、外部に検査を委託するのは難しく、採取した施設内でリアルタイムに検査を実施する必要がある。しかし、これらの欠点にかかわらず、古典的な検査である尿沈渣は、今日においても、腎・尿路の病変の鑑別および評価に極めて重要であり、広く用いられている。

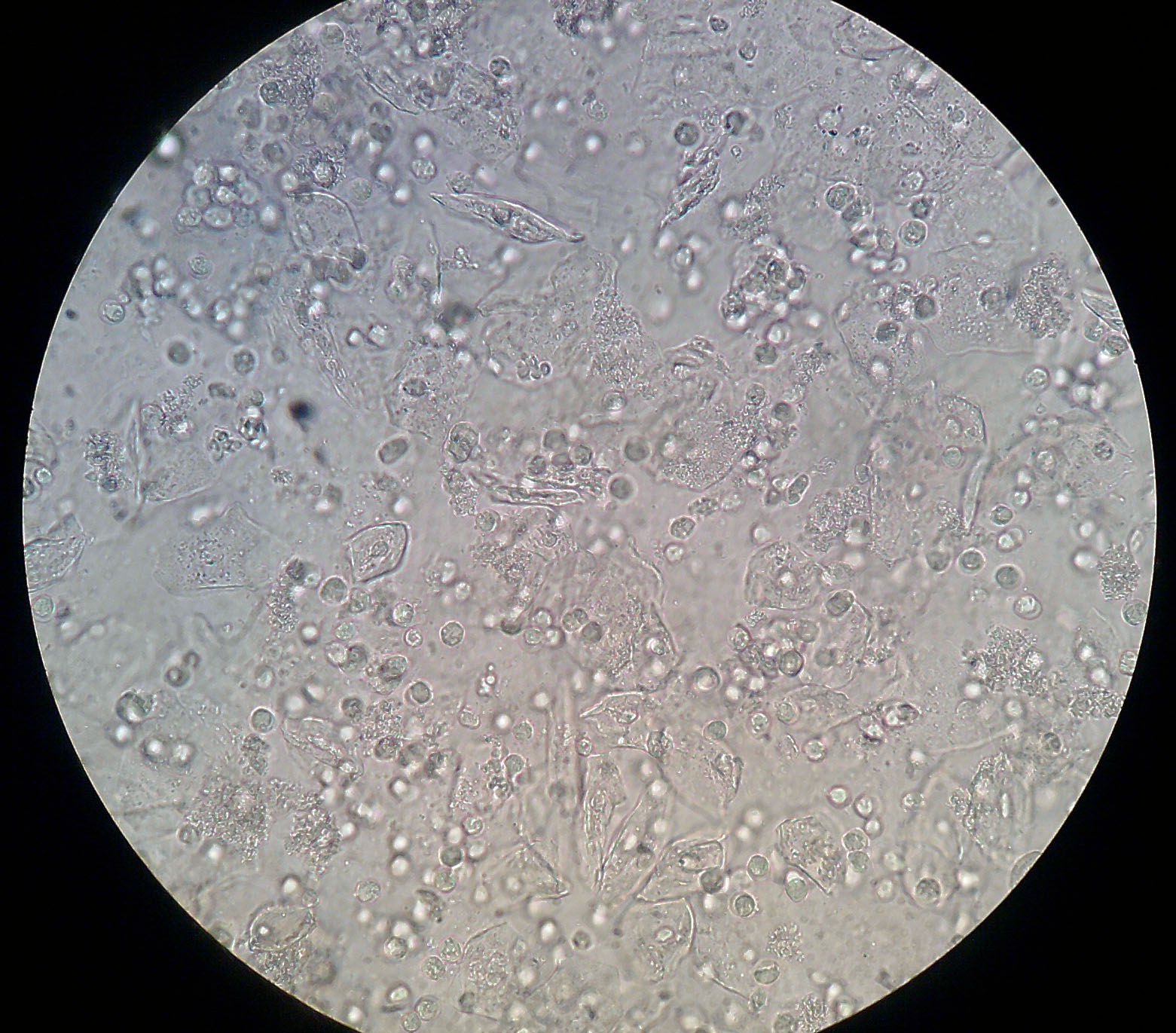
尿路感染患者の尿。上皮細胞、赤血球、白血球を認める。

## 尿沈渣の基準値
| 沈渣成分     | 基準値                                     |
| ------------ | ------------------------------------------ |
| 赤血球       | ＜5個/HPF（強拡大）                        |
| 白血球       | ＜5個/HPF（強拡大）                        |
| 細菌         | ＜5個/HPF（強拡大）                        |
| 上皮細胞     | 扁平上皮細胞以外は認めず                   |
| 円柱         | 少数の硝子円柱以外は認めず                 |
| 微生物       | 少数の細菌以外は認めず                     |
| 塩類・結晶類 | 尿酸塩、リン酸塩、等以外の病的結晶は認めず |

## 赤血球
- 尿沈渣の赤血球は、大きさ6 - 8μmで淡黄色、中央が凹んだ円盤状である。
- 健常人では男女とも4個/HPF以下である。尿沈渣で赤血球が5個/HPF以上を血尿と定義する[3]。
- 尿沈渣検査では、赤血球の形態学的特徴から、糸球体型血尿と非糸球体型血尿に分類する。

| 糸球体型血尿（変形赤血球、dysmorphic RBC） | 非糸球体型血尿（均一赤血球、isomorphic RBC）                            |
| --- | ----------------------------------------------------------------------- |
| - コブ・ドーナッツ状、有棘状、出芽状、等、不均一で多彩な形態を示す。 - 糸球体基底膜通過時の機械的損傷、尿細管を通る際の浸透圧変化による傷害や赤血球の膜蛋白の消失・分解、が原因と考えられている。また、老化した赤血球ほど脆弱性が増して変形しやすいが若い赤血球はストレスに耐えて変形しないとも考えられている。 - 腎糸球体の病変を示唆し、種々の円柱や蛋白尿を伴うことが多い。 - 下部尿路の病変の合併を否定することはできない。 - 強い尿細管機能障害や大量の出血の場合、糸球体起源でも変形赤血球がみられないことがある。 | - 赤血球の形態はほぼ均一である。 - 尿路の感染症、傷害、腫瘍でみられる。 |

## 白血球・大食細胞
- 沈渣中の白血球は、通常、10 - 15μm程度で球形であることが多いが様々な変化が見られる。
- 健常人では1／HPF以下であり、1 - 4,5/HPFは境界値、5,6/HPF以上は要精検とされている。（女性での外陰部からの汚染には注意を要する。）
- 尿中白血球の大部分(95%)は好中球であるが、病態により、好酸球、リンパ球、単球、が増加する場合がある。

| 好中球                | - 生きた細胞は球状・棒状・アメーバ状など様々な形態を示す。死細胞は膨化や萎縮が見られる。 - 尿路感染症で多数出現する。 - ステルンハイマー染色で以下のように分類することがある。 \| 輝細胞 (glitter cell) \| - 大型の淡染細胞で、白血球内の顆粒がブラウン運動。 - 腎盂腎炎＋低張尿で出現する。 \| \| 淡染細胞 (pale cell) \| - 生細胞。生きのいい白血球を意味する。 - 細胞質が染まらず核が淡青色に染まる。 - 炎症の活動性を反映。尿比重が1.015以上のときに多く認められる。 \| \| 濃染細胞 (dark cell) \| - 死細胞。死滅／老化した白血球。 - 細胞質が桃色で核が濃赤色に染まる。 - 女性で扁平上皮細胞を伴う濃染細胞増加は膣分泌物の混入に由来すると考えられ、病的意義に乏しい。 \| |
| 好酸球                | - 好中球と同じ大きさ、細胞質に好酸顆粒をもつ。 - アレルギー性膀胱炎、間質性腎炎、寄生虫、等で好酸球が増加する。 - 腸管を利用した尿路変更術で好酸球が増加する(腸管粘膜には好中球よりも好酸球が多い)。 - 無症状の尿路結石でも好酸球が増加するが機序は不明。 |
| リンパ球              | - 好中球に比べ小型、顆粒成分が殆ど見られない。 - 乳糜尿や移植腎拒絶、腎結核などの慢性炎症、ではリンパ球が増加する。 |
| 単球                  | - 表面は細顆粒状。好中球より大きい。便宜上、20μm以上を大食細胞、20μm未満を単球とする。 - 糸球体腎炎、ネフローゼ、抗癌剤治療中、慢性尿路感染症、などで見られる。 |
| 大食細胞              | - 大きさ20 - 100μmで辺縁がギザギザし不明瞭。 - 感染・炎症・組織崩壊等に伴って出現する。 |

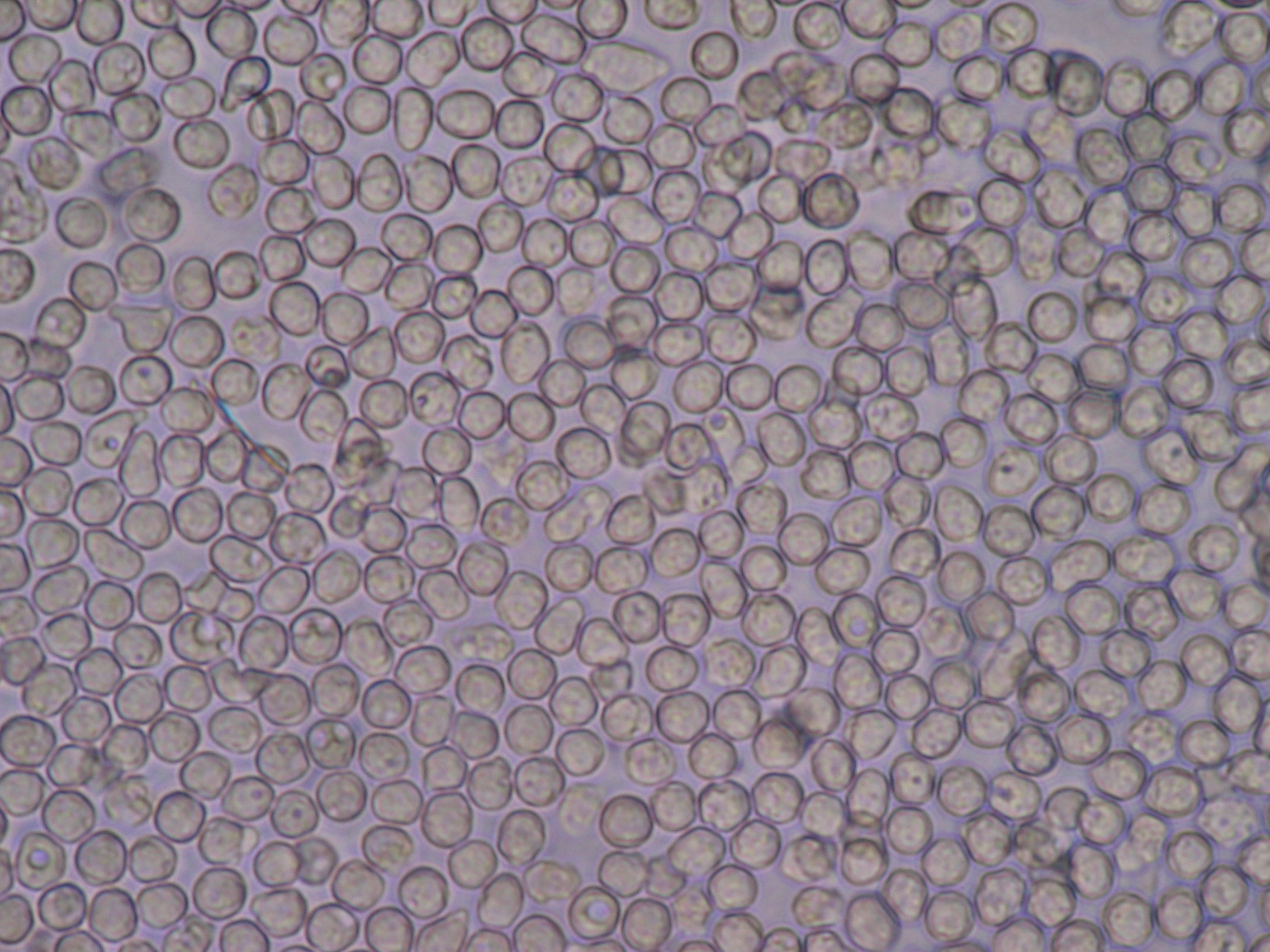
膿尿。白血球が見られる。

| 輝細胞 (glitter cell) | - 大型の淡染細胞で、白血球内の顆粒がブラウン運動。 - 腎盂腎炎＋低張尿で出現する。 |
| 淡染細胞 (pale cell)  | - 生細胞。生きのいい白血球を意味する。 - 細胞質が染まらず核が淡青色に染まる。 - 炎症の活動性を反映。尿比重が1.015以上のときに多く認められる。 |
| 濃染細胞 (dark cell)  | - 死細胞。死滅／老化した白血球。 - 細胞質が桃色で核が濃赤色に染まる。 - 女性で扁平上皮細胞を伴う濃染細胞増加は膣分泌物の混入に由来すると考えられ、病的意義に乏しい。 |

## 上皮細胞

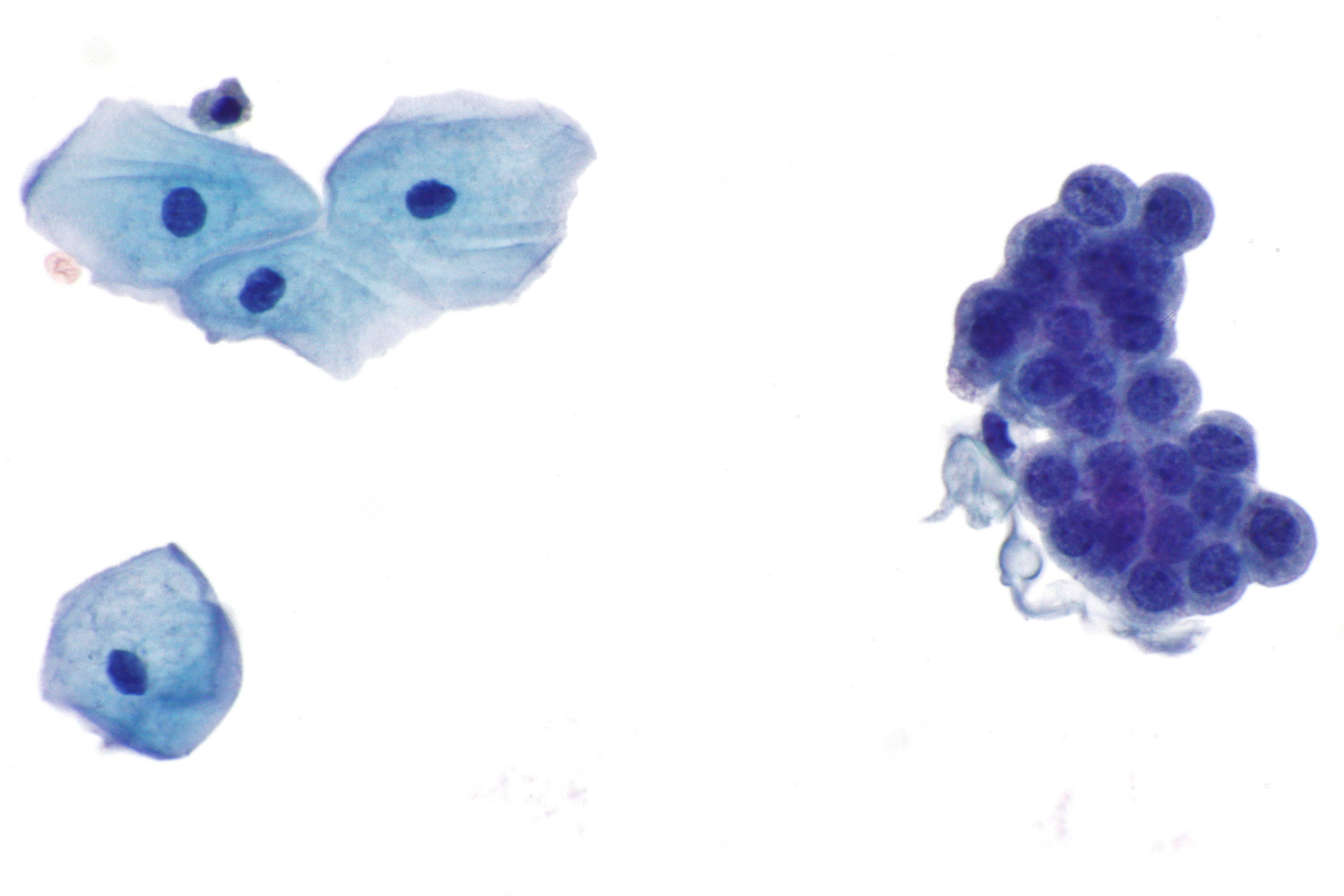
左は扁平上皮細胞、右は尿路上皮細胞。パパニコラウ染色。

- 尿路は、上流から、下流へ、以下の上皮細胞に被覆されている。
  - 腎実質の尿細管上皮細胞
  - 腎盂・尿管・膀胱・尿道前立腺部の尿路上皮（移行上皮）細胞
    - 尿路に発生する悪性腫瘍の大部分は尿路上皮由来である。

  - 尿道の一部（および周辺臓器）の円柱上皮細胞
    - 前立腺上皮細胞、精嚢上皮細胞、子宮頸部上皮細胞、子宮内膜上皮細胞、腸上皮細胞、などが円柱上皮細胞として認められることがある。

  - 外尿道口（および、外陰部・膣）の扁平上皮細胞
- 健常尿では少数の扁平上皮細胞のみがみられるが、尿的状態では尿路各部位の細胞が尿中に出現する。

| 尿細管上皮細胞             | - 円形の核が1個。白血球の1.5～2倍の大きさ。類円形が多いがさまざまな形をとる。 - 近位尿細管、ヘンレループ、遠位尿細管、集合管などに由来。部位や疾患により大きく形態が変わる。 - 尿細管障害を意味する。 - 多数出現する場合は、腎虚血、尿細管壊死、薬剤性腎障害、腎盂腎炎、等。 - 激しい運動で健常人でも出現することあり。 |                                                    |
| 尿路上皮（移行上皮）細胞   | - 尿路系の大部分を被覆する上皮細胞。 - 尿路の炎症性疾患、結石症、カテーテル挿入、等で見られる。 - 核が1～2個。白血球の2～4倍の大きさ。有尾細胞は腎盂腎炎で出現する。 |                                                    |
| 円柱上皮細胞               | - 小型で円柱・長方形の細胞で集塊として認められることが多い。 - カテーテル挿入による尿道の機械的損傷、腸管を利用した尿路変更術後、前立腺マッサージ後、子宮内膜由来、等。 |                                                    |
| 扁平上皮細胞               | - 扁平で大きな細胞、小さな核（赤血球とほぼ同じ大きさ、中心性）。 - 膀胱三角部や外生殖器に存在。 - 多くは外陰部からの汚染であり、診断的意義はない。 |                                                    |
| 卵円形脂肪体・脂肪顆粒細胞 | - 脂肪変性した尿細管上皮細胞ないしマクロファージ。 - 卵円形脂肪体は腎尿細管細胞の死を意味するので、重大な腎病変が示唆される。 - ネフローゼ症候群、特に非選択性蛋白尿の際によく認められる。（選択性の高い微小変化群では出現頻度が低い。） - 糖尿病性腎症、ファブリー病、アルポート症候群でも卵円形脂肪体が見られる。 - 尿路感染症でも脂肪化したマクロファージを見ることがある。 - 前立腺由来の細胞であることもあるが、形態的には鑑別困難である。（脂肪円柱の有無、精子の有無、等とあわせて推定する。） |                                                    |
| 封入体細胞                 | - 各種のウイルス感染症で出現する。特に小児のRNAウイルス感染でよく見られる。 - 成人では、膀胱炎、腎盂腎炎、膀胱癌、尿路変更術後、クラミジア感染、マラコプラキア、など種々の疾患で出現することがある。 - 健常人と思われる人でも認められることがある。 \| RNAウイルス \| インフルエンザ、麻疹、風疹、ムンプス、その他 \| 細胞質内封入体細胞 \| \| DNAウイルス \| パピローマウイルス \| コイロサイト（核周囲に広い空洞、核周明庭） \| \| DNAウイルス \| ポリオーマウイルス \| デコイ細胞の一部（膨化し無構造のスリガラス様の核） \| \| DNAウイルス \| 単純ヘルペスウイルス \| 核内封入体細胞（主に多核） \| \| DNAウイルス \| サイトメガロウイルス \| 核内封入体細胞（主に単核） \| |                                                    |
| 異型細胞                   | - 尿沈渣には、悪性を疑う（悪性を否定できない）細胞が見られることがある。下記のような所見は注意を要する。また、尿細胞診や画像診断の追加の要否の検討が必要である。 - 大きな細胞集塊 - 核細胞質比の大きな細胞 - 奇妙な形の細胞 - 核の大小不同が目立つ細胞集塊や多核細胞 - 小型円形の単一性細胞 - 悪性疾患以外に、薬剤、放射線治療、良性病変でも異型細胞は出現することがある。 |                                                    |
| RNAウイルス                | インフルエンザ、麻疹、風疹、ムンプス、その他 | 細胞質内封入体細胞                                 |
| DNAウイルス                | パピローマウイルス | コイロサイト（核周囲に広い空洞、核周明庭）         |
| DNAウイルス                | ポリオーマウイルス | デコイ細胞の一部（膨化し無構造のスリガラス様の核） |
| DNAウイルス                | 単純ヘルペスウイルス | 核内封入体細胞（主に多核）                         |
| DNAウイルス                | サイトメガロウイルス | 核内封入体細胞（主に単核）                         |

## 円柱
- 通常、疾患に伴って尿中に出現する円柱状の構造物。腎の遠位尿細管から集合管の管腔内で形成される。
- 尿中蛋白濃度上昇、尿濃縮、pH低下、流速低下、等をきっかけに、Tamm-Horsfallムコ蛋白[※ 2]が網状の構造物を作り、そこに有形成分が付着したものが剥離して尿中に出現すると考えられている。
- 健常人でも硝子円柱が少数みられることがあるが、円柱は基本的に病的な所見である。
- 円柱の種類や量は疾患の種類や重篤度に関連する。

| 腎疾患の重篤度             | 尿に出現する円柱                           |
| -------------------------- | ------------------------------------------ |
| 腎実質性障害なし～初期     | 硝子円柱                                   |
| 腎実質性障害の炎症期       | 上皮円柱、赤血球円柱、白血球円柱、脂肪円柱 |
| 腎実質性障害の慢性期・末期 | 顆粒円柱、蝋様円柱、幅広円柱               |

| 円柱                                                  | 説明 |
| ----------------------------------------------------- | --- |
| 硝子円柱 (hyaline cast)                               | - 大部分が尿細管で分泌されるTamm-Horsfallムコ蛋白で形成されている。 - 尿に屈折率が近く、無染色では観察しにくい。 - 健常人でも少数出現することがある。 - 運動、発熱、脱水、心不全、ストレス、等で出現。 - 蛋白尿などで多数見られる。 - 硝子円柱が100/WF以上出現している場合は、蛋白の有無にかかわらず、推定GFRが低下しているとの報告がある。  |
| 赤血球円柱 (red cell cast)                            | - 円柱内に3個以上赤血球がみられるものを赤血球円柱という。 - 硝子円柱内に数個赤血球が封入された程度のものが多い。 - 糸球体腎炎を示唆する。（ただし、健常人でも激しいコンタクトスポーツ後に出現しうる。） - 壊れやすい。 |
| 白血球円柱 (white cell cast)                          | - 硝子円柱内に3個以上の白血球が封入されたもの。 - 白血球は屈折率が高いので無染色でも容易に観察可能。 - 腎臓に炎症か感染症があることを示唆する。（糸球体起源か尿細管起源かの鑑別は難しい。） - 活動性の高い糸球体腎炎・腎盂腎炎・間質性腎炎などで出現する。                                                                                   |
| 大食細胞円柱 (macrophage cast)                        | - 3個以上の大食細胞を含む円柱。（円柱内の大食細胞が3個以上の脂肪顆粒を含む場合は脂肪円柱に分類する。） - ネフローゼ症候群、尿細管障害、腎不全、骨髄腫、などで見られる。 |
| 上皮円柱 (epithelial cast)                            | - 3個以上の尿細管上皮細胞を含んだ円柱。 - 無染色でも容易に観察できるが、白血球と区別するためには染色等がすすめられる。 - 尿細管病変を示唆するが特異的ではない。 - 多くの腎疾患の他、脱水や薬剤、中毒による尿細管機能低下でもよく出現する。 - 封入された尿細管上皮細胞が変性すると顆粒状になり、それが円柱の1⁄3以上を占めると顆粒円柱となる。 |
| 顆粒円柱 (granular cast)                              | - 変性した細胞成分や凝集した蛋白成分を含んで顆粒状に見える(円柱内部に顆粒成分が3個以上みられるもの)。 - 上皮円柱内部の細胞が変性して顆粒状になったものと考えられている。 - 腎実質障害を示唆し、腎機能が低下してクレアチニンが上昇している例でよく見られる。 - 急性腎不全でもよくみられる。                                                   |
| 脂肪円柱 (fatty cast)                                 | - 脂肪顆粒または卵円形脂肪体を含む。 - ネフローゼ症候群で見られる。卵円形脂肪体と同時に出現することが多い。 |
| 空胞変性円柱 (vacuolar-denatured cast)                | - 円柱内に空胞が認められるもの。 - 高度の蛋白尿や腎機能低下に関連。 - 糖尿病性腎症の末期で出現しやすい。 |
| 蝋様円柱 (waxy cast)                                  | - 太い不規則に屈曲した円柱、均質状。 - 高屈折性で、無染色でも容易に観察できる。 - 顆粒円柱が尿細管内に長時間停滞して崩壊・変性・脱水したもの。局所での尿流の停滞を示唆する。 - 慢性腎不全、移植腎の拒絶、等、で見られる。 |
| 幅広円柱 (broad cast)                                 | - 蝋様円柱の幅が広くなったもの。 - 残存ネフロンの代償性肥大を示唆する。 |
| 塩類・結晶円柱 (salt/crystal cast)                    | - 尿細管内で結晶化した塩類が封入されたものと考えられる。 |
| ヘモジデリン円柱 (hemosiderin cast)                   | - 持続的な溶血性疾患に出現しやすい。 - 暗褐色の顆粒状を呈する。 - ステルンハイマー染色では暗赤褐色。 |
| ミオグロビン円柱 (myoglobin cast)                     | - 赤褐色の繊維束が不規則に集まったろう様円柱のようにみえることがある。 - ステルンハイマー染色では濃赤紫から濃青紫に染まる。 |
| ベンス・ジョーンズ蛋白円柱 (Bence Jones protein cast) | - ステルンハイマー染色では赤紫に染まるイクラ状のろう様円柱として見える。 |
| フィブリン円柱 (fibrin cast)                          | - 稀。繊維が詰まったように見える。ステルンハイマー染色では染まらない。 - 空胞変性円柱と同時に見られることが多い。 - 糖尿病性腎症等、高度の蛋白尿を伴い腎機能の低下した場合や糸球体からの出血がある場合に見られる。 |

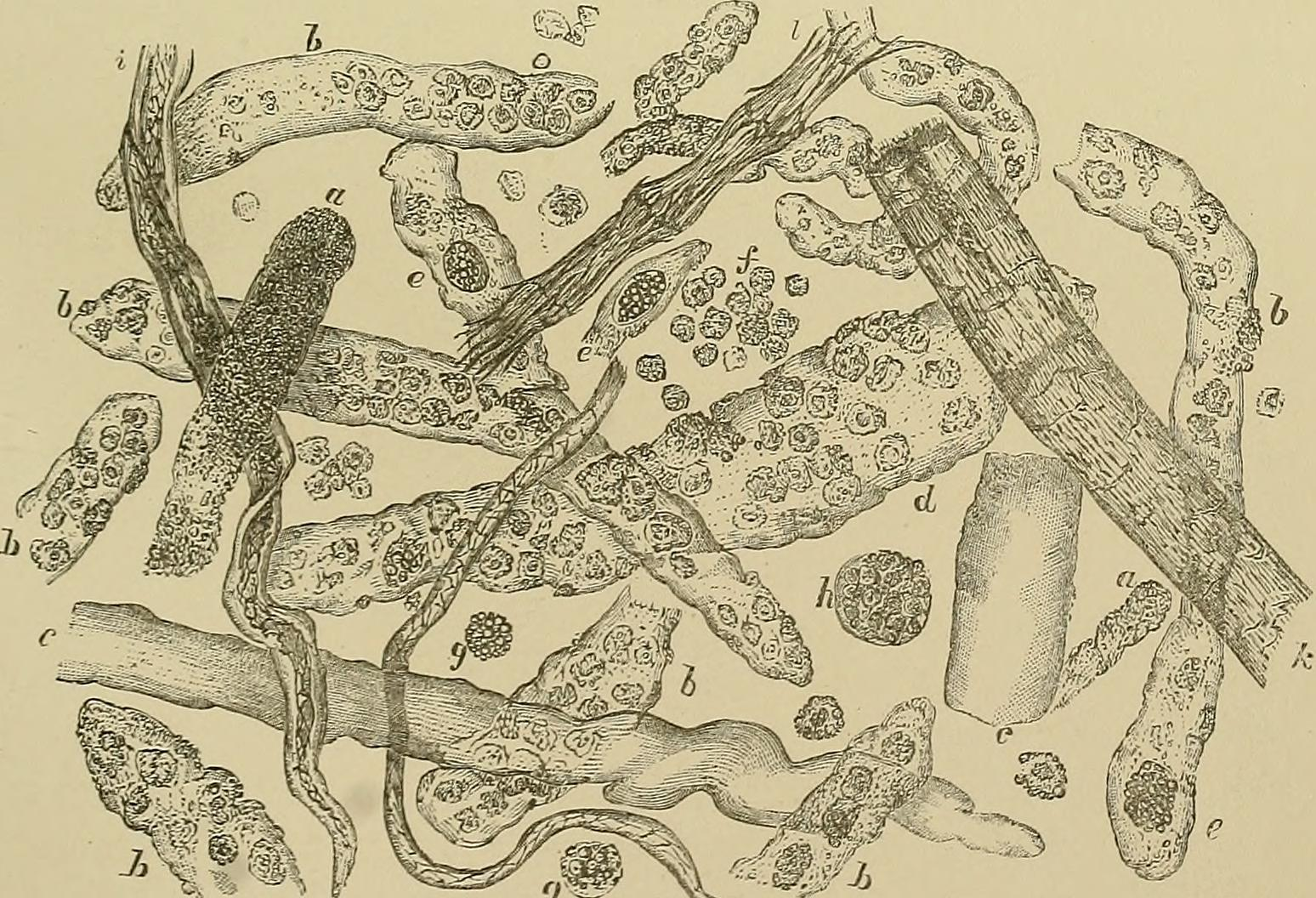
急性腎炎尿に見られた上皮円柱と顆粒円柱の図

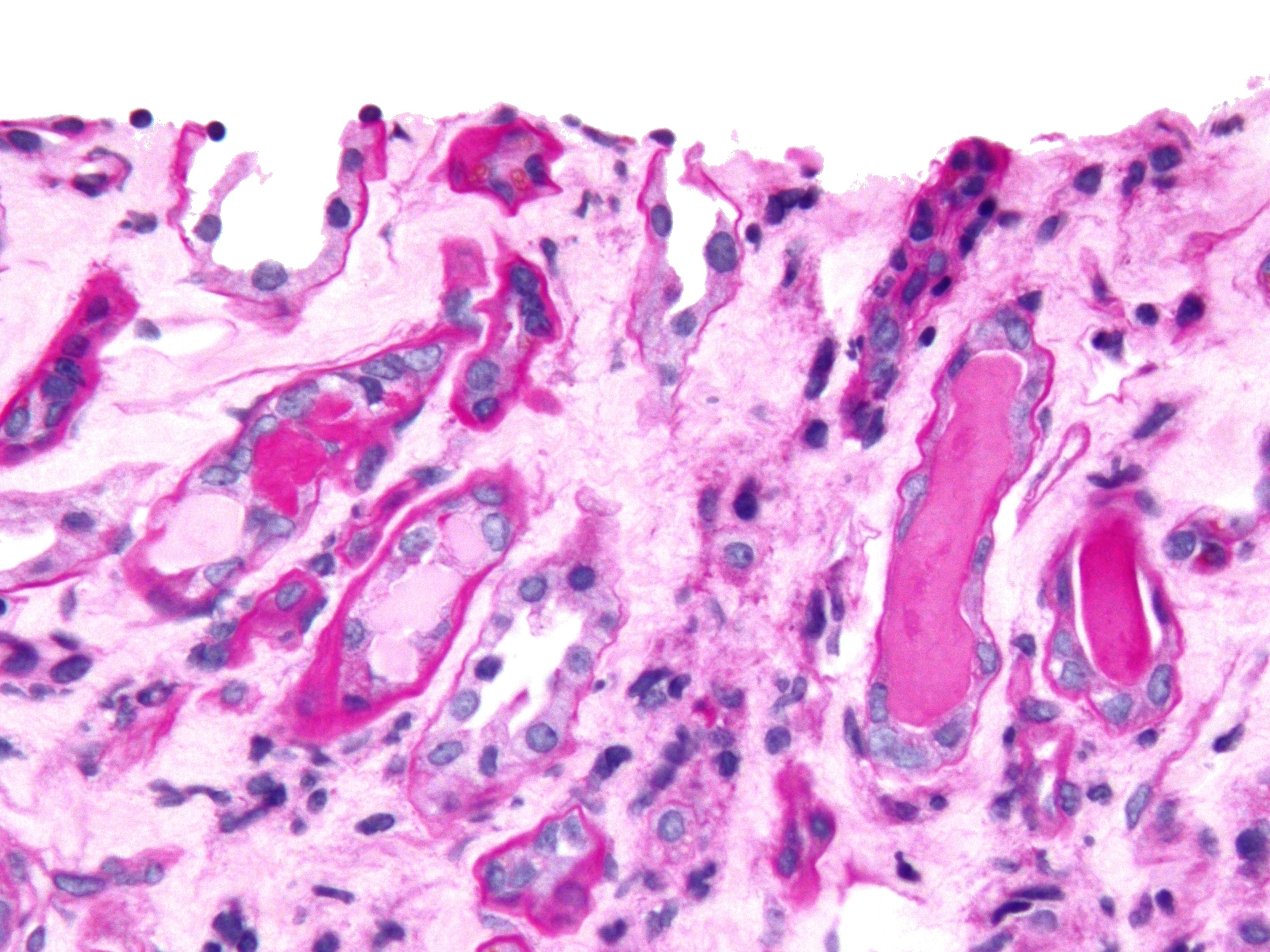
腎生検組織の尿細管中の円柱（パス染色）。右のピンクの円柱は硝子円柱、左の淡桃色の円柱はベンス・ジョーンズ蛋白円柱。

## 結晶
尿路結石の成分を推定するのに尿沈渣の結晶が参考にされる。ただし、結石成分と尿沈渣が一致しないこともある。
なお、尿を保存していると赤褐色の尿酸塩やリン酸塩の析出が見られることがある（特に冬季）。病的意義はないが、沈渣観察の障害となるため、加温して溶解してから沈渣を作成する必要がある。

### 健常人でみられる結晶
| 正常な結晶                                     | 尿pH                                          | 色調                               | 形態 | 意義 |
| ---------------------------------------------- | --------------------------------------------- | ---------------------------------- | --- | --- |
| シュウ酸カルシウム                             | どのpHでも形成される。                        | 無色                               | 二水塩は正八面体または封筒状。 一水塩は卵円形またはダンベル型                                                                              | - 正常。一般的。ヒトの尿で最も多く見られる結晶。腎結石の主成分(尿路結石の80%)。 - 健常人でもシュウ酸の多い食物(トマト、アスパラガス)摂取後にみられる。 - 通常は意義が少ないが、急性腎障害でシュウ酸カルシウム結晶が見られたら、エチレングリコール中毒を考慮する。 |
| 炭酸カルシウム                                 | 基本的にはアルカリ性尿。                      | 無色                               | 小型の顆粒、球、ダンベル型 | - 正常。臨床的意義なし。まれ。 - 塩酸や酢酸を加えると発泡。 |
| 無晶性リン酸塩                                 | アルカリ性ないし中性尿で見られる              | 無色                               | 無晶性、顆粒状(無晶性尿酸塩に似ているが無色)                                                                                               | - 正常。一般的。 - 尿酸と異なり60度に加熱しても溶解しない。 - 鏡検では無晶性尿酸塩と区別できないが、アルカリ性ないし中性尿で見られること、加温で溶解しないこと、で区別できる。 |
| リン酸カルシウム                               | 中性を中心にどのpHでもみられる。              | 無色                               | 二塩基塩はロゼット状または星状の薄いプリズム状。プリズムの一端は細い。まれに針状。 一塩基塩Ca(H2PO4)2は 不規則な顆粒状のシート状または板状 | - 正常。臨床的意義なし。珍しい。 - 腎結石に関連することがある。 |
| リン酸アンモニウムマグネシウム（ストルバイト） | アルカリ性ないし中性尿で見られる。            | 無色                               | 棺桶の蓋状(3面から6面のプリズム状)、まれに平らなシダの葉様                                                                                 | - 正常。 - 一般的。 - 腎結石の成分（尿路結石の約5%）。正常の尿では溶解しているが、尿路感染症でアンモニアが産生されpHが上昇すると析出する。 - 臨床的意義は低いが、尿がアルカリ性になるような尿路感染症で出現して腎結石形成に関与するとされる。 |
| 尿酸アンモニウム                               | アルカリ性ないし中性尿で見られる(pH5.7以上)。 | 暗黄褐色                           | スジ状模様の球状または針状体、「サンザシの実」「刺のあるリンゴ」。                                                                         | - 正常。古い尿で一般的。新鮮尿ではまれだが、万一新鮮尿で見られた時は、生体内で生成した結晶が腎尿細管を損傷する原因となるので、臨床的意義がある。 - アルカリ尿では、尿路感染や採取後時間の経過した尿にみられ、意義に乏しい。 - ロタウイルス胃腸炎で本結晶を認めた場合は、生成した結石が腎不全の原因となるため、尿路結石予防の処置をとらねばならない。 - ある種のサルファ剤の結晶と形状が似ているので注意を要する。 |
| 尿酸ナトリウム                                 | 酸性尿(pH5.7以上)                             | 無色〜淡黄色                       | 細長い鉛筆状のプリズム型、針状 | - 正常。臨床的意義なし。 |
| 酸性尿酸塩                                     | pHが中性から弱酸性で見られる（pH5.7以上)      | 黄茶色                             | 球状、尿酸アンモニウムに似ている。 | - 正常。臨床的意義なし。 - 新鮮尿では稀、古い尿でよく見られる(特にpHが高い場合)ので保存の不備も考慮。 |
| 無晶性尿酸塩                                   | 中性から酸性尿（pH5.7以上)                    | 無色〜黄茶色                       | 無晶性、顆粒状 | - 正常。臨床的意義なし。一般的。 - 肉眼的に橙桃色の沈殿。 - 冷蔵で沈殿しやすいが、60度加熱で溶解。 - 鏡検では無晶性リン酸塩と区別できないが、酸性尿で見られること、加温で溶解すること、で区別できる。 |
| 尿酸 (pH5.7以下)                               | 酸性尿のみ                                    | 無色〜黄茶色(厚さにより色調は変化) | 多形態性。平たい、ダイアモンド、レモン状菱型、層状、ロゼット状。                                                                           | - 通常は意義は少ないが、急性腎障害で大量の尿酸結晶が見られたら、腫瘍崩壊症候群を考える。 - 化学療法、痛風。 |

### 病的な結晶
| 病的な結晶                  | 尿pH                 | 色調           | 形態                                                                          | 意義 |
| --------------------------- | -------------------- | -------------- | ----------------------------------------------------------------------------- | --- |
| ビリルビン                  | 酸性尿のみ。         | 黄色から茶色   | 細い針状か顆粒状、束状。細胞表面に付着していることがよくある。                | - 病的。 - 肝胆道疾患による黄疸で水溶性の直接ビリルビンが尿中に出現している。 |
| コレステロール              | 酸性から中性尿       | 無色           | 板状の長方形、角が欠けている。                                                | - 病的(ネフローゼ症候群、嚢胞腎、乳微尿、など)。まれ。 - 冷蔵後に出現することが多い。 - 卵円形脂肪体・脂肪円柱・脂肪滴が合併することがある。 - 鏡検では造影剤結晶に似ているので注意を要する。（造影剤では尿が高比重、タンパク尿や脂肪尿を伴わない。） |
| シスチン                    | 主に酸性尿。         | 無色           | 正六角形板状、層状                                                            | - 病的(シスチン症、シスチン尿症)。まれ。 - 小児の腎結石の最も多い原因。 |
| ヘモジデリン                | 酸性から中性尿       | 金茶色         | 顆粒状、遊離状、塊状、細胞や円柱内                                            | - 病的。まれ。 - 溶血性疾患で見られる。 |
| ロイシン                    | 酸性尿で形成される。 | 暗黄色から茶色 | 同心円状かスジ状の球 (中心部が黒く放射状に線)                                 | - 病的。まれ。肝不全、メープルシロップ尿症、等。 - チロシン結晶を伴うことがある。ビリルビン尿もよく合併。 |
| チロシン                    | 酸性尿で形成される。 | 無色〜黄色     | 細い繊細な針状結晶が房状・束状になっている                                    | - 病的。チロシン血症や肝疾患、アミノ酸尿。まれ。 - ロイシン結晶やビリルビン尿もよく合併。 |
| ジヒドロキシアデニン（DHA） |                      | 黄褐色         | 円形、車軸状 （同じく黄褐色で不規則板状の尿酸塩とよく似ており注意を要する。） | - 病的。先天性プリン代謝異常症（APRT（アデニンホスホリボシルトランスフェラーゼ）欠損症）。 - 尿アルカリ化は無効。 |
| キサンチン                  |                      | 褐色           | 板状結晶および顆粒、尿酸塩に類似。                                            | - 病的。キサンチン尿症。 - 腫瘍崩壊症候群の際の高尿酸血症予防のためアロプリノール（キサンチンオキシダーゼ阻害薬）を投与したときに尿中に褐色のキサンチン結晶を認めることがある。                                                                       |
| 各種の薬剤結晶              |                      |                | 薬剤により異なる。                                                            | ヨード造影剤、サルファ剤、ST合剤、アンピシリン、など、種々の薬剤結晶が尿中に見られることがある。複数の薬物が投与されていて、同定が困難なことも多い。                                                                                                  |

## 粘糸・精子
| 粘糸・粘液糸 (mucus threads ) | - 紐状の構造物でステルンハイマー染色では淡青色から青色。硝子円柱と鑑別困難な場合があるが、顆粒や細胞を含まず、Tamm-Horsfallムコ蛋白も含まない。 - 男性・女性とも、正常の尿沈渣所見。(女性の方が多い) - 臨床的意義はないが尿路感染症で多数認めることがある。 |
| 精子                          | - 男性・女性とも、正常の尿沈渣所見。 - 頭部は3.5 - 5.0μｍ、尾は40 - 60μｍ。 - 逆行性射精後は大量に見られる。 |

## 細菌・原虫・寄生虫・その他
| 細菌           | - 健常人の尿には、原則として、細菌はいない。 - 尿路感染症（腸管由来の菌種が多い。） - 尿路カテーテル留置でみられる。 - 無症候性細菌尿は高齢女性によくみられる。若年女性でも約5%の頻度。 - 尿放置により細菌が増殖して偽陽性となる。                                                                  |
| 酵母           | - 健常人の尿には、原則として見られない。 - 腟カンジダ症で見られることが多い。まれに真菌性尿路感染症もありうる。 - 赤血球に似ているが、酢酸で溶けない。また、通常はステルンハイマー染色で染まらない。出芽や仮性菌糸が見られることがある。 - 抗真菌剤投与中は大小不同の変形真菌がみられることがある。 |
| トリコモナス   | - トリコモナス原虫は15μｍ前後。 - 新鮮尿では鞭毛で活発に運動する。尿が古くなって運動性がなくなると鑑別が困難になる。 |
| 虫卵           | - 肛門周囲の蟯虫卵が混入することがある。 - 日本では存在しないがビルハルツ住血吸虫感染者では尿中に虫卵が排泄される。 - イヌ、ラット、イタチなどの寄生虫である腎虫（線虫）が人に感染して尿中に虫卵を排泄することがある。                                                                              |
| その他の寄生虫 | - 日本では存在しないが、バンクロフト糸状虫感染者の乳糜尿でミクロフィラリアが見られることがある。 - 糞線虫のR型幼虫が便から混入したり、播種性感染では尿中に出現することがある。 |
| その他         | - 便器の溜まり水による汚染で、病的意義のない、自由生活性の原虫や線虫が見られることがある。 - 便、トイレットペーパーや衣服の繊維、紙おむつや手袋からのでんぷん粒、紙おむつの吸水剤、花粉、ダニ、など、様々な外来性の物質が沈渣に混入していることがある。                                             |

## 尿沈渣の染色
尿沈渣検査は無染色での鏡検が原則ではあるが、多くの施設では、細胞や円柱の鑑別を容易にするため、染色液を使用している。代表的なものがステルンハイマー（Sternheimer）染色である。超生体染色(細胞を固定せずに染色)であり、生きた細胞は染色されず、死んだ細胞が濃染する。一般的に、細胞はピンク～赤で核は青に染まる。硝子円柱は青色、その他の円柱は封入物による。染まらないものは細胞・円柱以外の可能性がある。染色液の欠点として、赤血球が溶血することがある。
| 尿沈渣成分                 | ステルンハイマー染色における染色態度 |
| -------------------------- | --- |
| 赤血球                     | 淡赤桃〜赤、無染 |
| 白血球                     | 核-青、細胞質-淡赤桃〜赤。 ステルンハイマー染色では好中球を以下のように区分することがある。 \| 輝細胞 glitter cell \| 大型の淡染細胞で、白血球内の顆粒のブラウン運動を認める。腎盂腎炎＋低張尿で出現するとされるが特異性は低い。 \| \| 淡染細胞 pale cell \| 細胞質が染まらず核が淡青色に染まる。生きのいい白血球を意味する。炎症の活動性を反映。尿比重が1.015以上のときに多く認められる。 \| \| 濃染細胞 dark cell \| 細胞質が桃色で核が濃赤色に染まる。死滅／老化した白血球。 膣分泌物の混入に由来する白血球は大部分が死細胞。病的意義に乏しい。 \| |
| 上皮細胞                   | 核-青〜青紫、細胞質-淡赤桃〜赤紫 |
| 硝子円柱                   | 淡青〜青 |
| 顆粒円柱                   | 赤〜赤紫 |
| ロウ様円柱                 | 赤桃〜淡赤紫 |
| 核および細胞質内封入体     | 赤〜赤紫色、まれに青紫色 |
| 粘液糸                     | 淡青〜青 |
| 精子                       | 頭部-青、体部・尾部：赤桃 |
| 細菌・酵母・トリコモナス   | 無染、淡赤桃色 |
| 結晶・脂肪顆粒・デンプン粒 | 無染 |
| 輝細胞 glitter cell        | 大型の淡染細胞で、白血球内の顆粒のブラウン運動を認める。腎盂腎炎＋低張尿で出現するとされるが特異性は低い。 |
| 淡染細胞 pale cell         | 細胞質が染まらず核が淡青色に染まる。生きのいい白血球を意味する。炎症の活動性を反映。尿比重が1.015以上のときに多く認められる。 |
| 濃染細胞 dark cell         | 細胞質が桃色で核が濃赤色に染まる。死滅／老化した白血球。 膣分泌物の混入に由来する白血球は大部分が死細胞。病的意義に乏しい。 |

## 尿中有形成分分析（尿沈渣フローサイトメトリー法）
尿沈渣は遠心を含む煩雑な操作が必要であるが、遠心操作なしにフローサイトメトリー原理により尿を直接検査する方法もある。保険点数表では「尿沈渣(フローサイトメトリー法)」とされているが、その検査機器は尿中有形成分分析装置と呼ぶのが一般的である。尿中有形成分分析は、精度的には鏡検法の代替手段とはならないが、マンパワーを節約するため、スクリーニングとして尿中有形成分分析を行い、それで異常が疑われた場合のみ、鏡検法で尿沈渣を実施する施設も多い。
報告可能な項目は機器ベンダ／装置により異なる。
基準値も全国で標準化されたものはないが、シスメックス社のUF-100の基準値（上限値）を以下の表に示す
。
| 尿中有形成分分析の基準値（上限値）. 単位：個/μL | 尿中有形成分分析の基準値（上限値）. 単位：個/μL | 尿中有形成分分析の基準値（上限値）. 単位：個/μL | 尿中有形成分分析の基準値（上限値）. 単位：個/μL |
| 項目                                            | 全体                                            | 男性                                            | 女性                                            |
| ----------------------------------------------- | ----------------------------------------------- | ----------------------------------------------- | ----------------------------------------------- |
| 赤血球                                          | 10.5                                            | 9.9                                             | 21.2                                            |
| 白血球                                          | 10.5                                            | 10.4                                            | 15.4                                            |
| 上皮細胞                                        | 6.2                                             | 3.7                                             | 9.0                                             |
| 円柱                                            | 0.96                                            | 0.99                                            | 0.63                                            |
| 細菌                                            | 2371                                            | 1945                                            | 3309                                            |

なお、有形成分分析の定量値の単位は /μLであるが、/HPFに換算して報告している場合もある。
| 赤血球   | - 血尿診断ガイドライン2013では、20/μL以上を血尿と定義している。 - 有形成分分析装置は、赤血球の粒度分布を計測して糸球体型か非糸球体型か推定する機能を持つのが通常である。 - 沈渣と異なり、一つ一つの赤血球の形態ではなく、容積やその分布を見ている。 - 遠心分離尿の上清には若干の変形赤血球が残存しているので、沈渣よりも有形成分分析の方が多めに出る可能性がある。 |
| 白血球   | - 1μL中に10 個以上が有意な膿尿と考えられる。 - 白血球では遠心分離尿の上清への残存はほとんどなく、沈渣との不一致は少ないと考えられる。 |
| 上皮細胞 | - 上皮細胞は遠心分離尿の上清への残存はほとんどなく、沈渣との不一致は少ないと考えられる。 |
| 円柱     | - 一般に、尿中有形成分定量では沈渣よりも円柱が多めになるが、理由はあきらかでない。(遠心しないため、円柱が破壊されないとも言われる) |
| 結晶     | - 機械内部で測定時に尿を希釈液で希釈し染色加温するため、無晶性のリン酸塩・尿酸塩は溶解し、沈渣と不一致となる。 |
| 細菌     | - 尿路感染症のカットオフ値105/mLに対応するのは100/μLである。 - 細菌も遠心分離尿の上清への残存が見られ、沈渣との乖離が考えられる。 - 尿定量培養と乖離した多数の菌が報告される場合がある。これは、有形成分分析装置では、培養困難な菌を検出しているためと考えられる。                                                                                                 |